# Större fläckkivi
Större fläckkivi (Apteryx maxima) är en av fem arter kivier, den största i familjen.

## Kännetecken
Större fläckkivi är den största av alla kivier med en kroppslängd på 45 centimeter. Liksom alla kivier är den brunfärgad, långnäbbad och flygoförmögen med inga synliga vingar. Denna art är ljust gråbrun och vågrätt vitfläckig. Näbben är elfenbensvit.

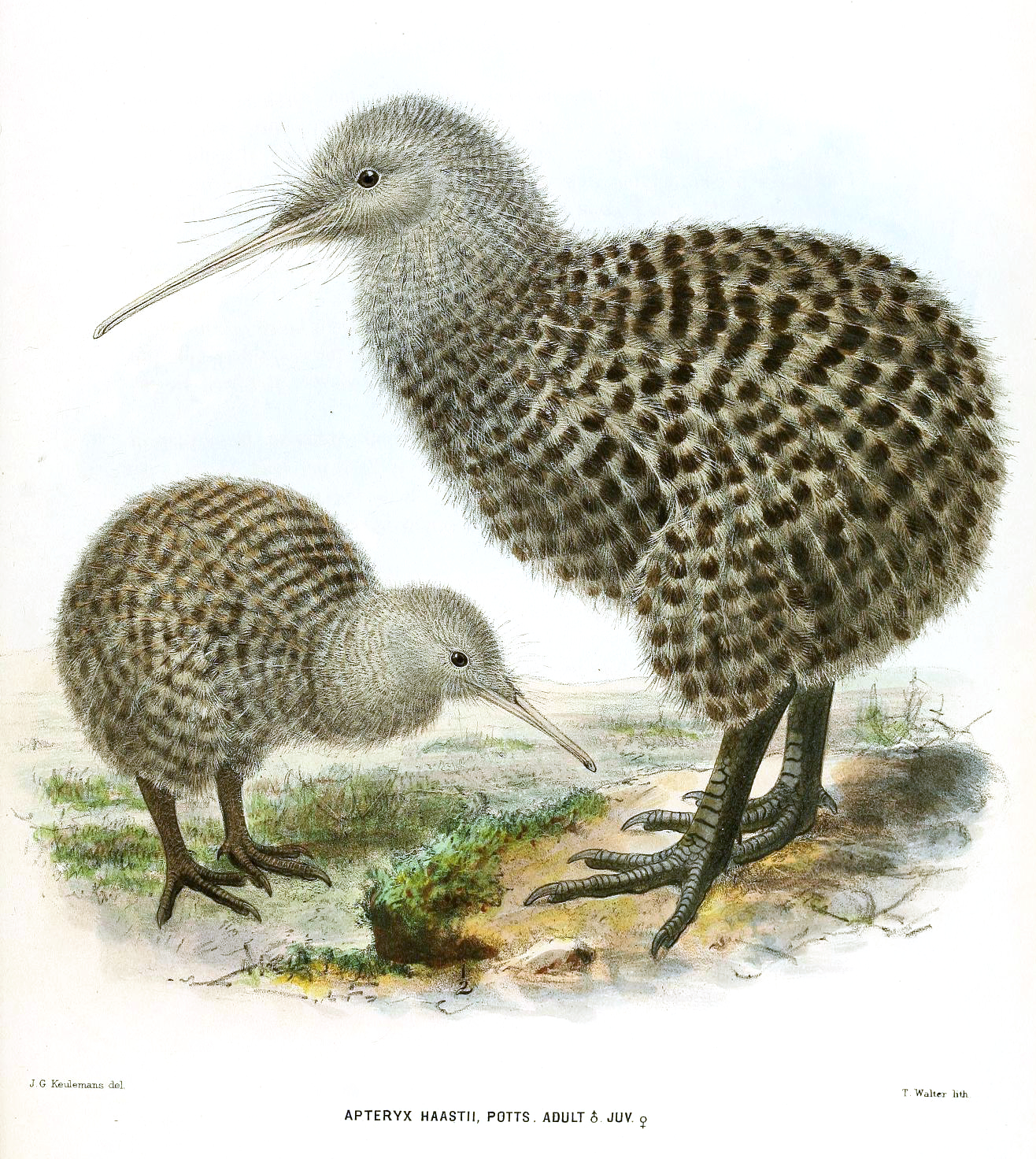
Teckning av större fläckkivi som visar en juvenil och en adult hane.

### Läten
Fågeln hörs nattetid, framför allt de två första timmarna efter solnedgången. Hanen yttrar en högljudd, gäll vissling medan honans är mörkare, långsammare och fallande.

## Utbredning och status
Fågelns utbredningsområde är i skogar på Sydön (Nya Zeeland). Det finns tre eller fyra kvarlevande huvudpopulationer, alla på den nordvästra delen av Sydön. 2015 uppskattades artens sammantagna population bestå av 15 000 individer, vilket är en minskning från 1996 då den uppskattades till 22 000 fåglar. 2018 uppskattades beståndet till 14 000 vuxna individer. IUCN kategoriserar arten som sårbar.

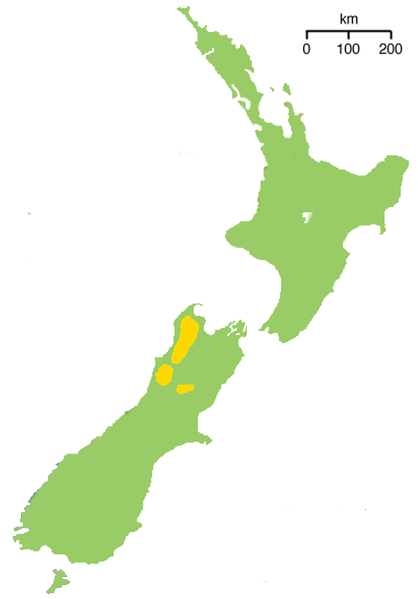
Utbredning för större fläckig kivi i gult.

Det största hotet mot större fläckkivi är till Nya Zeeland introducerade predatorer som mårddjur, pungrävar, katter, hundar och grisar. Ägg och ungfåglar är särskilt utsatta, men också vuxna fåglar då de är flygoförmögna.

## Ekologi
Arten lever i bergsskogar från havsnivån till 1.600 meter över havet, men huvudsakligen mellan 700 och 1.300 meter. Den rör sig i flera olika typer av miljöer som gräsmarker med tuvgräs, bokskogar, Podocarpus-skogar, buskmarker och betesmarker. Den lever huvudsakligen av ryggradslösa djur men kan även inta fallfrukt och löv.

### Häckning
Större fläckkivi lägger ett enda ägg, vanligtvis i en jordhåla. Den ruvar sitt ägg mycket länge, 75-85 dagar. Ungen är fullt befjädrad när den kläcks och lämnar boet på egen hand först efter en vecka. Därefter stannar ungen med föräldrarna i mer än ett år. Kivin är långlevad, där fåglar försedda med en radiosändare har en medellivslängd på cirka 50 år.

## Namn
Fågelns vetenskapliga artnamn hedrar Sir John Francis Julius von Haast (1824-1887), nyzeeländsk geolog och upptäcktsresande.